# Chillin' in Another World with Level 2 Super Cheat Powers
Chillin' in Another World with Level 2 Super Cheat Powers (яп. Lv2からチートだった元勇者候補のまったり異世界ライフ, укр. «Відпочинок у іншому світі з надчитерськими здібностями з другого рівня») — ранобе, написане Мією Кінодзе та ілюстроване Катагірі. Спочатку серія публікувалася на сайті Shōsetsuka ni Narō з 2016 по 2019 рік. Згодом вона була придбана видавництвом Overlap, яке почало випускати її у форматі ранобе у грудні 2016 року під своїм лейблом Overlap Novels. Адаптація у форматі манґи, ілюстрована Акіне Ітомачі, почала виходити на вебсайті Comic Gardo від Overlap у січні 2019 року. Телевізійна адаптація аніме, створена студією J.C.Staff, транслювалася з квітня по червень 2024 року.

## Сюжет
Баназу викликають до іншого світу Королівством Кліроде як кандидата в герої, але через недостатні здібності його виганяють до небезпечного лісу. Вбивши слизів, Баназа отримує підвищення рівня і нескінченні характеристики, стаючи наймогутнішим. Використовуючи свої нові здібності, він маскується під Фліо, щоб уникнути конфлікту між людьми та демонами. Однак доля має дивний спосіб втягнути його у події.

## Персонажі
Баназа / ФліоГоловний герой історії. Через те, що Фліо і Блондинистого Героя викликали один за одним, Фліо випадково отримав благословення обох, що надало йому нескінченну силу і могутні здібності. Він прагне жити простим життям торговця, як у своєму старому світі, але часто змушений виступати добрим самаритянином. Незважаючи на це, Фліо не бажає брати участь у боях чи втручатися в конфлікти.
Фенріс / РісДемон-вовчиця і дружина Фліо. Спочатку вона вийшла заміж за Фліо через традицію свого племені підкорятися сильним після того, як він переміг її під час їхньої першої зустрічі. Згодом вона щиро полюбила його і їхнє просте життя. Ріс дуже ревниво ставиться до свого чоловіка, але загалом привітна до інших. Вона не любить, коли Фліо турбують, змушуючи брати участь у конфлікті між людьми та демонами, що він також підтримує, оскільки не бажає воювати.
БаліроссаЛицар Королівства Кліроде, яка прагне отримати шляхетний титул, щоб відновити втрачений престиж своєї родини. Незважаючи на певну наївність (наприклад, віру в те, що ведмідь розуміє лицарську честь), Баліросса є вправною бійчинею. Вона має почуття до Голла.
Ґол / ҐозалКолишній Темний Володар («Демон Лорд») і друг Фліо та Ріс. Спочатку він намагався здобути силу Фліо для своєї армії, але згодом почав цінувати його товариство. Гозал також закохався в Баліроссу. Він не схвалює непотрібних конфліктів, через що Темна Армія протягом багатьох років перебувала в стані затишшя з людством, якщо це не було необхідним.
БлоссомХлопчакувата мечниця, яка надає перевагу важким ударам. Раніше вона була фермеркою, доки її не завербували до армії. Подружившись із Фліо, Блоссом здебільшого повернулася до своїх фермерських витоків, вирощуючи врожай, який Фліо продає. Вона також носить титул «Вбивці Драконів», завдяки тому, що Фліо посилив її кидок зброї, який обезголовив дракона.
ПсайбеПсихобер, домашній улюбленець Фліо; часто має вигляд маленького рогатого кролика. Він допомагає Блоссом на полях і є її близьким другом.
БеланоЧарівниця, яка спеціалізується на захисних заклинаннях; сподівається стати придворною чаклункою, як її батько та брат. Однак у неї низький рівень МП, і вона відчуває нудоту після одного використання заклинання. Зрештою, вона вирішує стати вчителькою в магічній академії, що дає їй великі переваги і можливість передавати свої спостереження щодо магії Фліо.
БайлеріЛучниця, хоча не за вибором; раніше вона доглядала за кіньми в замку, поки її не відправили на передову. Оцінивши, що її навички з верхової їзди можуть бути корисними, Байлері почала допомагати Блоссом орати поля і доставляти товари з магазину Фліо
УлімінусДиявольська кішка, відповідальна за шпигунську мережу Гозала «Тихе вухо». Хоча вона була шокована, що Фліо заспокоїв Ріс і навіть став другом її господаря, Улімінус неохоче прийняла результати. Вона також закохана в Гозала, тому трохи ревнує до Баліроссу.
ХіяАндрогінний джин великої сили. Вона спробувала виконати бажання Блондинистого Героя убити Фліо, але замість цього поранила Ріс, отримавши за це жахливий побиття. Після того, як Фліо пощадив її, Хія поклялася йому вірність як слуга. Хія не має статі, але може бути як чоловіком, так і жінкою.
Принцеса / Королева Єлизавета КліродеПоточна правителька Кліроде. На відміну від її незграбного батька, вона добра і уважна до тих, кого може образити її королівство. Після того, як її батько впав у кому, вона вступила на трон і змусила батька зректися після його одужання. Після вирішення питання з Хією та Дамалінас, королева укладає контракт з Фліо для виконання таємних місій, щоб не допустити ескалації конфліктів між людьми та демонами на кордонах, оскільки вона добре розуміє відмову Фліо від боїв.

### Допоміжні персонажі
ЦуяДівчина-рабиня, яка була призначена вірною служницею Блондинистого Героя. Незважаючи на його некомпетентність і вроджену боязкість, вона залишалася поруч з ним, твердо вірячи, що він — той самий герой, який врятує світ.
ДамалинаДавня магістка Темного Лорда, яка була запечатана в Королівській Зброярні за тим самим магічним герметичним заклинанням, що утримувало Хію. Дамалінас перетворила Блондинистого Героя на тиранічного монстра, щоб помститися всім, хто стояв на її шляху, і захопила тіло Цуї заради своїх цілей. Однак Хія врешті перемогла її та поглинула її душу, заточивши її в своєму кишеньковому вимірі.
ЮігардеБрат Ґолла, який є більш жорстоким за нього і згодом стає новим Темним лордом.
Фуфун
Суккуб, який працює на Юігарде.

### Антагоністи
Блондинистий ГеройЗарозумілий боягуз, який скористався своїм статусом героя, щоб жити в розкоші. На відміну від Фліо, його статус не підвищується, як би він не підвищував рівень, здебільшого через те, що він не є справжнім героєм. Хоча король все ж підтримує його, його донька цього не робить. Після того як його змусили тікати через його некомпетентність (після того, як Єлизавета зайняла трон і змусила батька залишити владу), Блондинистий Герой випадково зруйнував усі плани короля та нинішнього Темного Лорда, ненавмисно виконуючи свою роль. Незважаючи на це, він все ще поклявся бути визнаним героєм і помститися Фліо. Він тримає своє справжнє ім'я в секреті.
Король Кліроде / Темний КорольКолишній правитель Королівства Кліроде. Він постійно викрадав «кандидатів в герої» з інших світів, щоб відправляти їх як солдатів для боротьби з демонами. Незважаючи на некомпетентність Блондинистого Героя, він все ж підтримував його будь-якими способами. Після того як він впав у кому, наклавши очищувальний щит на королівство, його донька зайняла трон, змусивши його піти з влади. Прокинувшись, він вкраде кошти і об'єднається з близнюками кіцуне, щоб шахраювати з обох сторін.

## Медіа

### Ранобе
Написана Мією Кінодзе, серія публікувалася на сайті Shōsetsuka ni Narō з 2016 по 2019 рік, коли Кінодзе припинила публікації на сайті. Згодом серія була придбана видавництвом Overlap, яке почало випускати її у форматі ранобе з ілюстраціями Катагірі під лейблом Overlap Novels 25 грудня 2016 року. Станом на 25 липня 2024 року випущено вісімнадцять томів. Ліцензію на ранобе в Північній Америці має J-Novel Club.

#### Список томів ранобе
| №  | Дата виходу     | ISBN                   |
| -- | --------------- | ---------------------- |
| 1  | 25 грудня 2016  | ISBN 978-4-86554-180-9 |
| 2  | 25 квітня 2017  | ISBN 978-4-86554-208-0 |
| 3  | 25 серпня 2017  | ISBN 978-4-86554-248-6 |
| 4  | 25 січня 2018   | ISBN 978-4-86554-295-0 |
| 5  | 25 травня 2018  | ISBN 978-4-86554-353-7 |
| 6  | 25 вересня 2018 | ISBN 978-4-86554-397-1 |
| 7  | 25 січня 2019   | ISBN 978-4-86554-442-8 |
| 8  | 25 липня 2019   | ISBN 978-4-86554-526-5 |
| 9  | 25 січня 2020   | ISBN 978-4-86554-603-3 |
| 10 | 25 липня 2020   | ISBN 978-4-86554-704-7 |
| 11 | 25 січня 2021   | ISBN 978-4-86554-828-0 |
| 12 | 25 липня 2021   | ISBN 978-4-86554-960-7 |
| 13 | 25 січня 2022   | ISBN 978-4-82400-089-7 |
| 14 | 25 липня 2022   | ISBN 978-4-82400-244-0 |
| 15 | 25 січня 2023   | ISBN 978-4-82400-392-8 |
| 16 | 25 жовтня 2023  | ISBN 978-4-82400-635-6 |
| 17 | 25 березня 2024 | ISBN 978-4-82400-768-1 |
| 18 | 25 липня 2024   | ISBN 978-4-82400-890-9 |
| 19 | 25 лютого 2025  | ISBN 978-4-82401-089-6 |

### Манґа
Адаптація у вигляді манґи, ілюстрована Акіне Ітомачі, почала публікуватися на вебсайті Comic Gardo від Overlap у січні 2019 року. Станом на 25 липня 2024 року манґа зібрана в одинадцяти томах. Манґа ліцензована в Північній Америці компанією Seven Seas Entertainment.

#### Список томів манґи
| №  | Дата виходу     | ISBN                   |
| -- | --------------- | ---------------------- |
| 1  | 25 липня 2019   | ISBN 978-4-86554-527-2 |
| 2  | 25 січня 2020   | ISBN 978-4-86554-605-7 |
| 3  | 25 липня 2020   | ISBN 978-4-86554-707-8 |
| 4  | 25 січня 2021   | ISBN 978-4-86554-834-1 |
| 5  | 25 липня 2021   | ISBN 978-4-86554-967-6 |
| 6  | 25 січня 2022   | ISBN 978-4-82400-098-9 |
| 7  | 25 липня 2022   | ISBN 978-4-82400-252-5 |
| 8  | 25 січня 2023   | ISBN 978-4-82400-402-4 |
| 9  | 25 жовтня 2023  | ISBN 978-4-82400-643-1 |
| 10 | 25 березня 2024 | ISBN 978-4-82400-780-3 |
| 11 | 25 липня 2024   | ISBN 978-4-82400-901-2 |
| 12 | 25 лютого 2025  | ISBN 978-4-82401-100-8 |

### Аніме
Аніме адаптація була анонсована під час першого лайвстріму на заході «10th Anniversary Memorial Overlap Bunko All-Star Assemble Special» 15 жовтня 2023 року. Вона була створена студією J.C.Staff, режисером став Йошіакі Івасаки, сценарії написала Мегумі Шимідзу, дизайни персонажів розробив Сота Суї, а музику написала Кузіра Юмемі. Серіал транслювався з 8 квітня 2024 року по 24 червня 2024 року на AT-X та інших мережах. Опенінґ — «Danna-sama to no Love-Love Love Song» (旦那様とのラブラブ・ラブソング, в перекладі «Ласкава любовна пісня з моїм чоловіком»), виконана Ріє Кугімією у ролі Фенріс / Ріс, а ендінґ — «Utopia Gaku-Gairon» (ユートピア学概論, в перекладі «Вступ до утопічних наук»), виконана групою Dialogue+.

#### Список епізодів
| № серії | Назва серії | Режисер(и)                  | Сценарист(и)  | Режисер(и) анімації | Оригінальна дата показу |
| ------- | --- | --------------------------- | ------------- | ------------------- | ----------------------- |
| 1       | «Кандидат на звання Героя 2 рівня» Транслітерація: «Lv2 no Yūsha Kōho» (яп. Lv2の勇者候補)                         | Міюкі Ішіда, Шідзука Ідзумі | Мегумі Шімізу | Йошіакі Івасакі     | 8 квітня 2024           |
| 2       | «Fenrys the Lupine Warrior» Транслітерація: «Garō-zoku no Senshi Fenrīsu» (яп. 牙狼族の戦士フェンリース)           | Казуя Фудзівара             | Мегумі Шімізу | Хіроакі Йосікава    | 15 квітня 2024          |
| 3       | «Я почав своє життя в іншому світі» Транслітерація: «Isekai Raifu Hajimemashita» (яп. 異世界ライフはじめました)    | Дайсуке Куросе              | Мегумі Шімізу | Дайсуке Куросе      | 22 квітня 2024          |
| 4       | «Несподіваний гість» Транслітерація: «Yokisenu Raishōsha» (яп. 予期せぬ来訪者)                                     | Шігенорі Аваї               | Мегумі Шімізу | Охата Кійотака      | 29 квітня 2024          |
| 5       | «Доки не скінчиться моє життя» Транслітерація: «Kono Inochi Tsukiru Made» (яп. この命尽きるまで)                   | Міюкі Ішіда, Шідзука Ідзумі | Мегумі Шімізу | Міюкі Ішіда         | 6 травня 2024           |
| 6       | «Привіт, Джинн Світла і Темряви» Транслітерація: «Hikari to Yami no Majin Hiya» (яп. 光と闇の魔人ヒヤ)             | Теппей Такея                | Мегумі Шімізу | Коїчі Такада        | 13 травня 2024          |
| 7       | «Назустріч їхньому майбутньому» Транслітерація: «Sorezore no Mirai e» (яп. それぞれの未来へ)                       | Такаакі Ішіяма              | Мегумі Шімізу | Такаакі Ішіяма      | 20 травня 2024          |
| 8       | «Невидима стіна» Транслітерація: «Miezaru Kabe» (яп. 見えざる壁)                                                   | Казуя Фудзівара             | Мегумі Шімізу | Хіроакі Йосікава    | 27 травня 2024          |
| 9       | «Вовк і шукач пригод» Транслітерація: «Ōkami to Bōkensha» (яп. 狼と冒険者)                                         | Дайсуке Куросе              | Мегумі Шімізу | Дайсуке Куросе      | 3 червня 2024           |
| 10      | «Новий співмешканець» Транслітерація: «Arata-na Dōkyonin» (яп. 新たな同居人)                                       | Шігенорі Аваї               | Мегумі Шімізу | Коїчі Такада        | 10 червня 2024          |
| 11      | «Подорож на гарячі джерела, частина 1» Транслітерація: «Yukemuri Onsen Ryokō Zen-pen» (яп. 湯けむり温泉旅行・前編) | Міюкі Ішіда Шідзука Ідзумі  | Мегумі Шімізу | Міюкі Ішіда         | 17 червня 2024          |
| 12      | «Подорож на гарячі джерела, частина 2» Транслітерація: «Yukemuri Onsen Ryokō Gohen» (яп. 湯けむり温泉旅行・後編)   | Йохеї Сузукі, Міюкі Ішіда   | Мегумі Шімізу | Коїчі Такада        | 24 червня 2024          |

### Гра
MMORPG браузерна гра під назвою Chillin' in Another World with Level 2 Super Cheat Powers Reverse Dive також була анонсована під час того ж лайвстріму. Гра буде доступна на платформі G123 і матиме світовий реліз.

## Сприйняття
Станом на жовтень 2023 року, серія продала понад 2 мільйони копій.